# Manuel Carrera Punzón
Manuel Carrera Punzón (O Porriño, 27 de juny de 1962) fou un ciclista espanyol que fou professional entre 1986 i 1990. Destacà com a gregari i va participar diversos cops a la Volta a Espanya. A la Setmana Catalana de 1989 va aconseguir la Classificació de les Metes volants.

## Palmarès
- 1985
  - 1r a la Santikutz Klasika
- 1988
  - 1r a Vigo
- 1990
  - 1r a Vigo

### Resultats a la Volta a Espanya
- 1986. 87è de la classificació general
- 1987. 86è de la classificació general
- 1988. 51è de la classificació general
- 1990. 109è de la classificació general